# Shadowman (Steve Walsh)
Shadowman è un album di Steve Walsh.

## Tracce
1. "Rise"  – 5:15
2. "Shadowman"  – 6:44
3. "Davey and the Stone That Rolled Away"  – 5:54
4. "Keep On Knockin"  – 5:53
5. "Pages of Old"  – 4:54
6. "Hell is Full of Heroes"  – 6:03
7. "After"  – 9:58
8. "The River"  – 4:13
9. "Faule dr Roane"  – 8:12
10. "Dark Day"  – 5:36

## Formazione
- Steve Walsh, voce, tastiera, basso, percussioni
- Joel Kosche, chitarra
- Billy Greer, basso
- David Ragsdale, violino
- Joey Franco, batteria